# Mistrzostwa Oceanii w Zapasach 1996
Mistrzostwa Oceanii w zapasach w 1996, odbywały się w dniach 23-25 lutego w Footscray w Australii. W tabeli medalowej tryumfowali zapaśnicy z Australii.

## Wyniki

### Styl klasyczny
| Konkurencja         | Złoto              | Srebro              | Brąz           |
| Kategoria do 52 kg  | David McBeth       | Peasley Ngiraibakes | ----           |
| Kategoria do 57 kg  | Boban Petrov       | Daniel Hughes       | Jay Blanco     |
| Kategoria do 62 kg  | Masoud Sadegh Pour | Warren Kodep        | Andrew McBeth  |
| Kategoria do 68 kg  | Russell Mirny      | Shane Seator        | Len Zaslavsky  |
| Kategoria do 74 kg  | Kuth Milugan       | Boris Vak           | Michael Graham |
| Kategoria do 82 kg  | Hamid Rahimi       | Igor Praporshchikov | Nick Bernyk    |
| Kategoria do 90 kg  | Jason Scott        | Abbas Pordell       | ---            |
| Kategoria do 100 kg | Ben Vincent        | Robert Ivers        | Rory Cleland   |
| Kategoria do 130 kg | Richard De Marchi  | Neal Kranz          | Tas Aronis     |

- Peter Zdravkovic z Australii w kategorii 48 kg był jedynym zgłoszonym zawodnikiem w swojej kategorii i nie został uwzględniony w tabeli jako złoty medalista.

### Styl wolny
| Konkurencja         | Złoto            | Srebro              | Brąz               |
| Kategoria do 52 kg  | Eddie Rutherford | Greg Fitzgerald     | David McBeth       |
| Kategoria do 57 kg  | Cory O’Brien     | Tony Vincent        | Michael McNally    |
| Kategoria do 62 kg  | Len Zaslavsky    | Anthony Parr        | Masoud Sadegh Pour |
| Kategoria do 68 kg  | Richard Weiss    | Russell Mirny       | Jason Strawbridge  |
| Kategoria do 74 kg  | Reinold Ozoline  | Gabriel Szerda      | Brett Quinlan      |
| Kategoria do 82 kg  | Cris Brown       | Robert McCarthy     | Aaron Quinlan      |
| Kategoria do 90 kg  | Bob Renney       | Igor Praporshchikov | Arek Olczak        |
| Kategoria do 100 kg | Ben Vincent      | Michael Cotterell   | Rory Cleland       |
| Kategoria do 130 kg | Mick Pikos       | Neal Kranz          | John Wendler       |

- Timothy Becker z Guam w kategorii 48 kg był jedynym zgłoszonym zawodnikiem w swojej kategorii i nie został uwzględniony w tabeli jako złoty medalista.

### Styl wolny - kobiety
| Konkurencja        | Złoto            | Srebro              | Brąz |
| Kategoria do 53 kg | Lila Ristevska   | Sian Law            | ---- |
| Kategoria do 57 kg | Adelita Dodge    | Pauline Ripia       | ---- |
| Kategoria do 61 kg | Celia Derham     | Debra Cox           | ---- |
| Kategoria do 65 kg | Catherine Arlove | Desiree-Craike Ross | ---- |

- Zawodniczki Australii: Jodi Maree (48 kg), Dieu Tieu (55 kg) i Kylie McKenzie (70 kg) były jedynymi zgłoszonymi w swojej kategorii i nie zostały uwzględnione w tabeli jako złote medalistki.

## Tabela medalowa
Gospodarz mistrzostw został zaznaczony kolorem.
| Poz. | Państwo       |    |    |    | Łącznie |
| ---- | ------------- | -- | -- | -- | ------- |
| 1    | Australia     | 18 | 10 | 8  | 36      |
| 2    | Nowa Zelandia | 3  | 8  | 6  | 17      |
| 3    | Guam          | 1  | 2  | 1  | 4       |
| 4    | Palau         | 0  | 2  | 1  | 3       |
|      | Łącznie       | 22 | 22 | 16 | 60      |